# Lee Yoo-hyung
Lee Yoo-hyung, južnokorejski nogometaš in trener, * 21. januar 1911, Sinčon, Japonsko cesarstvo, † 29. januar 2003, Seul, Južna Koreja.
Za reprezentanco Japonske je odigral eno uradno tekmo, igral pa je tudi za južnokorejsko reprezentanco, ki jo je tudi vodil kot selektor.